# Mohinder Saran
Mohinder Saran est un homme politique canadien, il est élu à l'Assemblée législative du Manitoba lors de l'élection provinciale de 2007 Il représente la circonscription de The Maples en tant qu'un membre du Nouveau Parti démocratique du Manitoba.
Il a été suspendu du NPD le 31 janvier 2017 en raison d'allégations de harcèlement sexuel.

## Vie personnelle
Il est né dans la région de Penjab en Inde avant d'immigre au Canada en 1970.